# NGC 7830
NGC 7830 је појединачна звезда у сазвежђу Рибе која се налази на NGC листи објеката дубоког неба.
Деклинација објекта је + 8° 20' 34" а ректасцензија 0h 6m 2,2s. Привидна величина (магнитуда) објекта NGC 7830 износи 13,9 а фотографска магнитуда 12,7.